# Passo di Vrata
Il Passo di Vrata (o Sella di Vrata o Porta Liburnica - 879 m s.l.m.) è un valico della Croazia, nella Regione litoraneo-montana, situato ad est della città di Fiume: a nord di esso si trovano il Monte Risnjak e il Monte Nevoso, a sud il Velika Kapela e in corrispondenza del passo, sorge il villaggio di Vrata, frazione del comune di Fužine.

## Geografia
Secondo la convenzione della Partizione delle Alpi adottata nel 1924 in occasione del IX Congresso Geografico Italiano ed ufficializzata nel 1926, questo passo è l'estremo limite sud-orientale delle Alpi italiane, oltre il quale inizia la catena dalle Alpi Dinariche e precisamente il gruppo montuoso Velika Kapela. Secondo questa convenzione, il settore delle Alpi che arriva al Passo di Vrata è quello delle Alpi Giulie, che lo raggiungono con il massiccio del Monte Nevoso e del Monte Risnjak.
La sua importanza è dovuta al fatto che, secondo la citata Partizione delle Alpi, largamente seguita in Italia, le Alpi italiane vengono definite come il sistema montuoso che inizia dal Colle di Cadibona e termina al Passo di Vrata.
Anche secondo la suddivisione didattica tradizionale usata in Italia il Passo di Vrata è il limite delle Alpi verso sud-est.
Secondo la Suddivisione Orografica Internazionale Unificata del Sistema Alpino, invece, le Alpi terminano più a nord, alla Sella di Godovici, e dunque il Passo di Vrata ricade nel sistema montuoso dinarico e non riveste alcuna importanza particolare.

## Infrastrutture

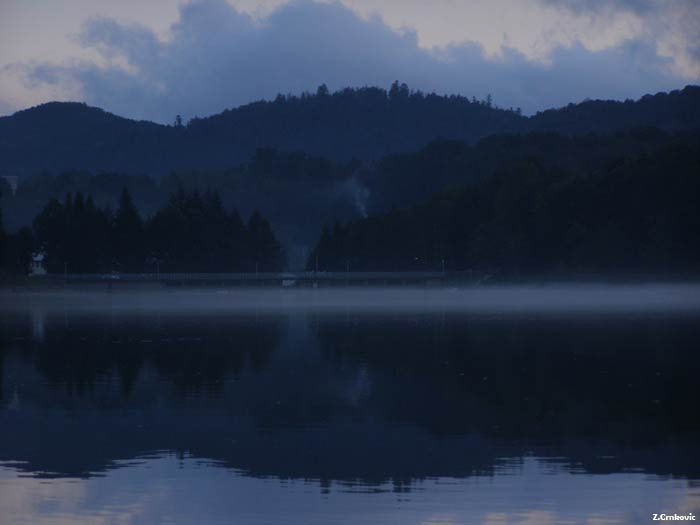

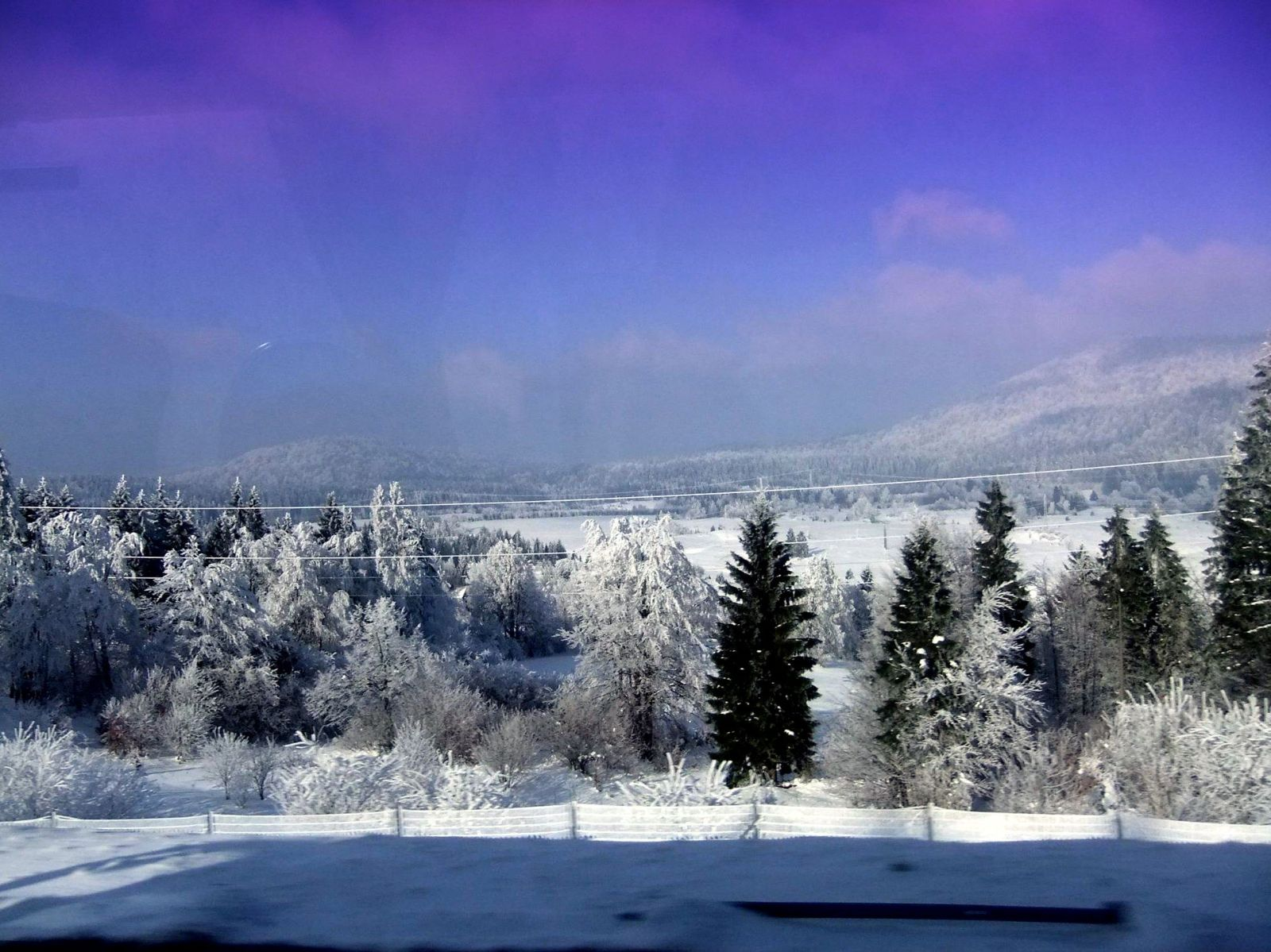

Il passo è attraversato dall'antica Via Carolina, voluta dall'imperatore Carlo VI d'Asburgo, da cui prese il nome; fu aperta nel 1728 dopo due anni di lavori. Fu il primo collegamento stradale tra l'area pannonica e quella adriatica in questa zona geografica, collegando l'Ungheria con il mare. Il tratto di questa importante arteria che interessa il Passo di Vrata parte da Karlovac e si unisce alla strada litoranea a Buccari, a pochi chilometri da Fiume.
Inoltre, questo passo è attraversato dall'autostrada croata A6 (Fiume-Karlovac), aperta nel 1995; essa fa parte della strada europea E65, che mette in collegamento la Svezia con la Grecia, passando per Polonia, Repubblica Ceca, Ungheria, Croazia, Montenegro, Serbia e Macedonia del Nord.
Il Passo di Vrata ha importanza anche da punto di vista ferroviario, dato che è percorso dalla ferrovia Fiume-Zagabria, aperta nel 1863; questa via ferrata è una delle più importanti della Croazia, collegando la capitale al porto principale.

## Il centro abitato di Vrata
Lo sviluppo dell'insediamento è dovuto alla costruzione della via Carolina, dopo il 1728: lungo la strada presto vennero costruiti edifici per viaggiatori e residenti. Nel 1863, con l'apertura della linea ferroviaria Zagabria-Fiume, Vrata ebbe un ulteriore sviluppo. Fino al 1920, appartenne al comitato di Modrussa-Fiume del Regno di Croazia e Slavonia, regno autonomo all'interno dell'Impero austro-ungarico. In quell'anno, col trattato del Trianon, passò al Regno dei Serbi, Croati e Sloveni, poi trasformatosi in Regno di Jugoslavia nel 1929 e quindi in Repubblica di Jugoslavia nel 1943. Dal 1991, anno dello scioglimento della Jugoslavia, Vrata e tutto il territorio dell'antico comitato ungherese, appartengono alla Croazia.
| Panoramica del numero di abitanti per anno | Panoramica del numero di abitanti per anno | Panoramica del numero di abitanti per anno | Panoramica del numero di abitanti per anno | Panoramica del numero di abitanti per anno | Panoramica del numero di abitanti per anno | Panoramica del numero di abitanti per anno | Panoramica del numero di abitanti per anno | Panoramica del numero di abitanti per anno | Panoramica del numero di abitanti per anno | Panoramica del numero di abitanti per anno | Panoramica del numero di abitanti per anno | Panoramica del numero di abitanti per anno | Panoramica del numero di abitanti per anno | Panoramica del numero di abitanti per anno | Panoramica del numero di abitanti per anno |
| ------------------------------------------ | ------------------------------------------ | ------------------------------------------ | ------------------------------------------ | ------------------------------------------ | ------------------------------------------ | ------------------------------------------ | ------------------------------------------ | ------------------------------------------ | ------------------------------------------ | ------------------------------------------ | ------------------------------------------ | ------------------------------------------ | ------------------------------------------ | ------------------------------------------ | ------------------------------------------ |
| 1857                                       | 1869                                       | 1880                                       | 1890                                       | 1900                                       | 1910                                       | 1921                                       | 1931                                       | 1948                                       | 1953                                       | 1961                                       | 1971                                       | 1981                                       | 1991                                       | 2001                                       | 2011                                       |
| 355                                        | 417                                        | 382                                        | 643                                        | 665                                        | 456                                        | 393                                        | 370                                        | 302                                        | 426                                        | 472                                        | 369                                        | 383                                        | 308                                        | 309                                        | 287                                        |

## Etimologia
"Vrata" è un termine croato che significa "porta"; in questo caso usato come sinonimo di "passo", "valico".